# Darko Rundek
Darko Rundek, hrvaški pevec in kitarist, * 30. januar 1956, Zagreb.
Javnosti je znan kot nekdanji frontman skupine Haustor.

## Biografija
Diplomiral je iz režije na Akademiji dramske umetnosti v Zagrebu. Režiral je več iger, radijskih oddaj in radijskih dokumentarcev. Leta 1991 se je preselil v Pariz, kjer še vedno živi in dela. Glasbo ustvarja predvsem za film in gledališče, še vedno pa igra in snema. Zasedbi, s katerimi nastopa od prihoda v Pariz, sta "Rundek Cargo Orchestra" in "Rundek Cargo Trio", s katerima je posnel več albumov. Zadnji album je izšel leta 2015 pod imenom "Mostovi".
Rundek je imel z zasedbo številne uspešne nastope v Srbiji in nekdanji Jugoslaviji.

## Kariera
Svojo kariero je začel v 70. letih kot pevec in kitarist, kasneje pa kot avtor in skladatelj v legendarni novovalovski zagrebški zasedbi Haustor, ki se je prvotno imenovala Nagradni bataljon. V Haustorju je večinoma pisal besedila, Srđan Sacher pa glasbo. Izdali so štiri albume: Haustor leta 1981, Treći svijet 1984, Bolero leta 1985. Tajni grad leta 1988, nato pa so zaradi nesoglasij v zasedbi razpadli, zato se špekulira, da je bilo zadnje obdobje Rundekov solo projekt. Haustor je znan po konceptualnih in hermetičnih pesniških besedilih, ki so polna humorja in ironije takratnega sistema in družbe (pesem Pogled v boljšo prihodnost), kar potrjuje dejstvo, da je hrup in prepoved pesmi Radnička klasa odlazi u raj prvega albuma. Haustor je eksperimentiral z glasbo, inštrumenti in vplivi tujih in domačih novovalovskih ritmov.
Na vrhuncu Haustorjeve priljubljenosti je končal režijo na Akademiji dramske umetnosti v Zagrebu in režiral več gledaliških in radijskih iger. Tesno sodeluje z igralcem Radom Šerbedžijo.
Leta 1997 je izdal svoj prvi samostojni album Apokalipso, ki se ga je udeležilo okoli 30 glasbenikov. Po drugem albumu U širokom svijetu v Franciji je začel delati in snemati Ruke z več glasbeniki, kar je kasneje nastalo v projektu Rundek Cargo Orchestra, s katerim aktivno nastopa in polni dvorane po vsej nekdanji Jugoslaviji in širše.
V tej sestavi sta izšla albuma Plavi Avion 2010 in Mostovi 2015.

## Zasebno življenje
Leta 1991 rodil se mu je sin David Vid Viktorije Dimitrije Sebastijan Ernest, ki ga imata z neporočeno ženo Sando Hržić. Zanimivo je, da je njegov sin s prijatelji prečkal Atlantski ocean in je član francoske organizacije starih obrti srednjega veka.
Sanda Hržić je gledališka režiserka po rodu z Brača, Rundek pa pogosto sodeluje pri njenih igrah kot avtor glasbe. Po smrti očeta Ljupka sta zakonca podedovala del hiše v Povljah na Braču, kjer se nahaja studio, kjer so snemali album Mostovi Rundek Cargo Trio.